# Spórka
Spórka (niem. Sporken) – osada w Polsce, w województwie warmińsko-mazurskim, w powiecie ostródzkim, w gminie Łukta przy drodze wojewódzkiej nr 531 i w sąsiedztwie jeziora Isąg.
Do 2023 miejscowość była częścią wsi Worliny.
W latach 1975–1998 miejscowość należała administracyjnie do województwa olsztyńskiego.